# Đông Cốc Minh Quang
Đông Cốc Minh Quang (zh. 東谷妙光, ja. Tōkoku Myōkō, ?-1253), còn được gọi là Đông Cốc Diệu Quang, là Thiền sư Trung Quốc đời Tống, thuộc phái Hoằng Trí, Tông Tào Động. Sử liệu về cuộc đời của sư được lưu lại khá vắn tắt. Theo đó, sư tham học với Thiền sư Minh Cực Huệ Tộ và ngộ đạo, nối pháp của vị này. Trong quá trình hoằng pháp, sư từng đến trụ trì tại nhiều ngôi chùa như:
- Chùa Bản Giác (zh. 本覺寺) ở Gia Hòa, phủ Gia Hưng, Triết Giang.
- Chùa Linh Nham (zh. 靈巖寺) ở Tô Châu, Giang Tô.
- Chùa Hoa Tạng (zh. 華藏寺) ở Thường Châu, Giang Tô.
- Chùa Vạn Thọ (zh. 萬壽寺), Hàng Châu, Triết Giang.
- Chùa A Dục Vương (zh. 阿育王寺) ở Minh Châu, Triết Giang.
- Linh Ẩn Thiền Tự ở Hàng Châu, Triết Giang.[1][2]

Đến ngày mùng 5 tháng 12 năm đầu (1253) niên hiệu Bảo Hựu, sư an nhiên thị tịch. Pháp tử của sư nổi danh có Thiền sư Trực Ông Đức Cử.